# Puchar Polski w piłce nożnej kobiet (2002/2003)
Puchar Polski w piłce nożnej kobiet (2002/2003) – turniej o kobiecy Puchar Polski w piłce nożnej, zorganizowany przez Polski Związek Piłki Nożnej w 2003 r. Tytuł zdobył AZS Wrocław, pokonując w finale Medyk Konin 5:2.

## Pierwsza runda
Mecze rozgrywano od 12 do 23 kwietnia 2003 roku.
- Czarni Sosnowiec – wolny los

| Drużyna 1             | Wynik      | Drużyna 2           |
| --------------------- | ---------- | ------------------- |
| Podgórze Kraków       | 3:1        | Toruński KP         |
| Luboński FC           | 3:1        | Zamłynie Radom      |
| Czwórka Suwałki       | 0:29       | AZS Wrocław         |
| Checz Gdynia          | 1:7        | Atena Poznań        |
| Medyk Konin           | 3:0 (w.o.) | Savena Warszawa     |
| Delfinek Łuków        | 3:0 (w.o.) | Stilon Gorzów Wlkp. |
| Rolnik Biedrzychowice | 3:0 (w.o.) | Orion Płużnica      |

## Ćwierćfinały
Mecze rozgrywano od 10 maja do 20 maja 2003 roku.
| Drużyna 1             | Wynik | Drużyna 2        |
| --------------------- | ----- | ---------------- |
| Atena Poznań          | 1:2   | Czarni Sosnowiec |
| Luboński FC           | 0:8   | AZS Wrocław      |
| Rolnik Biedrzychowice | 1:5   | Podgórze Kraków  |
| Delfinek Łuków        | 0:11  | Medyk Konin      |

## Półfinały
Mecze rozgrywano 14 i 15 czerwca 2003 roku.
| Drużyna 1        | Wynik | Drużyna 2   |
| ---------------- | ----- | ----------- |
| Podgórze Kraków  | 2:5   | AZS Wrocław |
| Czarni Sosnowiec | 1:3   | Medyk Konin |

## Finał
Finał rozegrano 22 czerwca 2003 roku w Kruszwicy.
| Drużyna 1   | Wynik      | Drużyna 2   |
| ----------- | ---------- | ----------- |
| AZS Wrocław | 5:2 (dog.) | Medyk Konin |

## Link zewnętrzny
- Puchar Polski w piłce nożnej kobiet 2002/2003